# Weinrecht
Weinrecht sind zusammenfassend diejenigen gesetzlichen Regelungen, welche sich mit dem Anbau, der Herstellung und dem Verkauf von Wein befassen. In der EU gibt die harmonisierte Weingesetzgebung die Leitlinien für die nationalen Gesetze vor, weshalb es dort viele Gemeinsamkeiten gibt.

## Deutschland
Das Weingesetz teilt deutsche Weine ausschließlich nach dem Zuckergehalt des Mostes (in Grad Oechsle), verbunden mit einer Regionalbezeichnung, aber ohne Ursprungs- oder Lagenklassifizierung, in vier Güteklassen ein:
Stufen (in absteigender Qualität neben Sekt b.A., Qualitätsperlwein b.A. und Qualitätslikörwein b.A.) sind
1. Prädikatswein (frühere Bezeichnung: Qualitätswein mit Prädikat, QmP),
2. Qualitätswein (frühere Bezeichnung: Qualitätswein bestimmter Anbaugebiete, QbA),
3. Landwein
4. Wein, früher: Tafelwein

Die Erlangung der oberen zwei Stufen setzt das Bestehen einer amtlichen Qualitätsweinprüfung, einer im Wesentlichen sensorischen Prüfung, voraus, die primär das Verhindern nicht verkehrsfähiger Weine, d. h. fehlerhafte Weine auszusortieren anstrebt. Das Bestehen der amtlichen Qualitätsweinprüfung wird obligatorisch auf den Etiketten der Weine mit der Amtlichen Prüfnummer (AP-Nr.) ausgewiesen.
Das Weingesetz verbot das Inverkehrbringen von Kunstwein, was mit EU-Recht unvereinbar war. Produktion und Verkauf dieser Kunstweine sind in der EU seit dem Inkrafttreten des Weinhandelsabkommens 2006 zulässig, zuvor durften diese Weine (meist kalifornische, australische und neuseeländische Weine) in der EU nicht gehandelt werden.
Durch die neue EU-Weinmarktordnung wurden die Qualitätsstufen ab August 2009 umbenannt, wie in allen anderen Weinanbauländern der EU. In Deutschland und anderen deutschsprachigen Staaten wird z. B. der bisherige Landwein zu „Wein mit geschützter geografischer Angabe g.g.A.“
Die bisherige Einteilung wichen einem:
1. Wein ohne Herkunftsangabe
2. Wein mit geschützter geografischer Angabe (hierunter fällt Landwein)
3. Wein mit geschützter Ursprungsangabe (hierunter fallen Qualitätswein, Prädikatswein mit amtlicher Prüfung)

### Geschichte
Der römische Kaiser Domitian (51–96) verhängte im Jahre 92 das Verbot, in den Provinzen außerhalb von Italien Rebstöcke anzupflanzen bzw. befahl, bestehende Weinberge zum Teil zu roden.
Kaiser Probus (276–282) hob dieses Verbot wieder auf; er erlaubte im Jahre 280 „allen Galliern, Spaniern und Briten, Reben zu besitzen und Wein herzustellen“.
Eine erste „Ordnung und Satzung über den Wein“ des Heiligen Römischen Reiches Deutscher Nation wurde 1498 auf dem Reichstag zu Freiburg erlassen. Weinfälschungen sollte dadurch entgegengewirkt werden.
Folgende Weingesetze wurden seit 1892 auf föderaler Ebene erlassen:
- Gesetz, betreffend den Verkehr mit Wein, weinhaltigen und weinähnlichen Getränken vom 20. April 1892 (RGBl. S. 597) – Vorschriften gegen Weinfälschungen, Legalisierung der Zuckerung in Ausnahmefällen;
- Gesetz, betreffend den Verkehr mit Wein, weinhaltigen und weinähnlichen Getränken vom 24. Mai 1901 (RGBl. S. 175) – Festlegung von Anbauflächen, Rebsortenauswahl und Weinbereitung;
- Weingesetz vom 7. April 1909 (RGBl. S. 393) – erste gesetzliche Definition von Wein, Neuregelung der Weinverbesserung, Abtrennung der Weinkontrolle von der Lebensmittelkontrolle, Einführung von Buchführungspflichten der Winzer, Festlegung von bestimmten Anbaugebieten;
- Weingesetz vom 25. Juli 1930 (RGBl. I S. 356) – Vorschriften über die Weinbereitung;
- Weingesetz vom 16. Juli 1969 (BGBl. I S. 781) – Einführung von drei Güteklassen für Wein (Tischwein, Qualitätswein, Qualitätswein mit Prädikat), die Güteklassen bestimmen sich nach Öchslegraden, der Qualitätswein wird amtlich chemisch und sensorisch geprüft und erhält eine amtliche Prüfungsnummer;
- Weingesetz vom 14. Juli 1971 (BGBl. I S. 893) – Berücksichtigung der Verordnung (EWG) Nr. 817/70 vom 28. April 1970 (ABl. Nr. L 99, S. 20), Ersetzen von „Tischwein“ durch „Tafelwein“; Senkung der Qualitätsstufen.[2]
- Weingesetz vom 8. Juli 1994 (BGBl. I S. 1467) – Zusammenführung des Weinwirtschaftsgesetzes mit dem Weingesetz, Neugestaltung der Hektarhöchstertragsregelungen, Übertragung von Zuständigkeiten auf das Bundesministerium für Ernährung, Landwirtschaft und Verbraucherschutz.
- Das Bundeslandwirtschaftsministerium hat im Juni 2020 den Entwurf für das neue Weingesetz vorgelegt. Damit soll die EU-weite Reform des Weingesetzes umgesetzt werden.[3] Ein Kernelement ist die veränderte Herkunftsangabe, sie soll sich künftig stärker an der geografischen Herkunft orientieren, ähnlich wie in romanischen Ländern.[4][5] Am 27. Januar 2021 ist das Zehnte Gesetz zur Änderung des Weingesetzes in Kraft getreten. Das novellierte Gesetz bildet den Rahmen für eine stärkere Herkunftsprofilierung deutscher Weine.[6]

## Frankreich
Es gibt vier Klassen, die den Wein in erster Linie nicht nach Qualität einteilen, sondern die Herkunft und die Herstellungsmethoden garantieren. Die Einteilung variiert je nach Gebiet:
1. Appellation d’Origine Contrôlée ist die höchste Klasse. Es gibt fast 400 verschiedene AC oder AOC.
2. Vin Délimité de Qualité Supérieure. Die zweite Klasse. Diese Weine werden in etwa 26 regional festgelegten Gebieten nach ähnlichen, aber niedrigeren Anforderungen, als sie für AC- oder AOC-Weine gelten, hergestellt.
3. Vin de Pays (Landwein). Die dritte Klasse, ebenfalls aus einem abgegrenzten Gebiet. Heute gibt es circa 140 solcher Gebiete. Auch diese Weine müssen gewissen Anforderungen entsprechen.
4. Vin de Table (Tafelwein) ist die niedrigste Qualitätsstufe. Sein Mindestalkoholgehalt beträgt 8,5 %.

## Italien
Das Weingesetz teilt die Weine in vier Klassen, von den höchsten Klassen DOCG und DOC bis zur niedrigsten Klasse des Vino da Tavola.
1. Denominazione di origine controllata e garantita. Die höchste Klasse stellt eine „Überklasse“ des DOC dar. Der Begriff wurde 1980 eingeführt.
2. Denominazione di origine controllata. Die nächsthöhere Klasse regelt den Ertrag, die zulässigen Rebsorten, die Weinherstellung, die Lagerung und den geographischen Ursprung. Wie auch in Frankreich wird die Qualität nur indirekt geregelt.
3. Indicazione Geografica Tipica. Seit 1992 eine neue Klasse zwischen DOC und Vino da tavola. Die Weine dürfen von einer größeren geographischen Abgrenzung stammen als DOC-Weine, müssen aber höhere Qualitätsanforderungen standhalten als Vino da tavola.
4. Vino da tavola (Tafelwein). Die unterste Klasse für die einfachsten Weine, aber auch für Weine, die aus örtlich nicht zugelassenen Trauben erzeugt wurden.

## Spanien
1972 wurde das Instituto Nacional de Denominaciónes de Origen gegründet. Das Institut überwacht die verschiedenen Denominaciónes de Origen, in denen jeweils ein Kontrollgremium („Consejo Regulador“) die Ausgestaltung und Überwachung der entsprechenden Bestimmungen durchführt.
Kategorie der „Vinos de Calidad Producidos en Regiones Determinadas“ (VCPRD): „Qualitätsweine bestimmter Anbaugebiete“ gemäß EU-Recht
1. Vino de Pago. Höchste Klassifizierung nach spanischem Weinrecht. Die Qualitätsanforderungen entsprechen mindestens denen der D.O.Ca.-Weine. Darüber hinaus sollen die Weine einen spezifischen Charakter der jeweiligen Lage widerspiegeln. Im Gegensatz zu den anderen Klassifikationsstufen werden nur einzelne Weingüter klassifiziert. Weitere Bedingung ist die Verarbeitung eigener Trauben, die aus der unmittelbaren Umgebung des Weinguts stammen müssen. Die Klassifikation wurde 2003 neu eingeführt und bis Mitte 2010 erlangten sie nur neun Weingüter.
2. Denominación de Origen Calificada (D.O.Ca.). Klassifizierte Weine mit Ursprungsbezeichnung. Die angelegten Kriterien sind nochmals strenger als in einer D.O. Das Gebiet muss die entsprechenden Standards über längere Zeit nachweisen und mindestens zehn Jahre den Status einer D.O. besitzen. Weine, die diese Bezeichnung tragen, müssen vom Erzeuger abgefüllt worden sein und wurden einer physisch-chemischen sowie organoleptischen Qualitätskontrolle durch das Kontrollgremium unterworfen. Bis Mitte 2009 gab es nur zwei Anbauregionen mit dieser Klassifikation.
3. Denominación de Origen (D.O.). Das Prädikat für bestimmte Weinanbaugebiete mit kontrollierter Herkunftsbezeichnung. Entspricht dem italienischen Denominazione di origine controllata (DOC) oder dem französischen AOC. Die D.O.-Bezeichnung bedeutet, dass der Wein entsprechend den Regularien des jeweiligen Anbaugebiets hergestellt wurde. Diese legen vor allem die räumlichen Grenzen, die zugelassenen Weinanbau-Methoden, Rebsorten, Maximalerträge und Mindestalkoholgehalt sowie die zugelassenen Methoden der Weinbereitung fest. Ein Gebiet, das den Status erlangen will, muss mindestens fünf Jahre die Kriterien eines VCIG erfüllt haben.
4. Vinos de Calidad con Indicación Geográfica (VCIG). Einfachste Qualitätsweinbezeichnung, mit der Erneuerung des Weinrechts von 2003 eingeführt. Als Vorstufe zur D.O. legt sie auf einfachere Weise Regeln für Anbaugebiet und Methoden des Weinanbaus und der Weinbereitung fest und kontrolliert diese. Auf dem Etikett erscheint „Vino de Calidad de ...“ gefolgt von der entsprechenden Anbauregion.

Kategorie der „Vinos de la Mesa“ (VDM): „Tafelweine“ gemäß EU-Recht
1. Vinos de la Tierra (Landweine). Tafelweine, denen gewisse regionalspezifische Eigenheiten zugesprochen werden. Entspricht in etwa dem französischen Vin de Pays. Vorgeschrieben sind Anbaugebiet, die Rebsorten, die Herstellungsmethoden, der Mindestalkoholgehalt sowie gewisse organoleptische Eigenschaften. Die Herkunft muss auf dem Etikett angegeben sein und erfolgt in der Form „Vino de la Tierra de ...“.
2. Vinos de Mesa (Tafelweine). Die einfachsten Weine ohne engere Anforderungen an die Herstellung oder Herkunft. Die Weine müssen EU-Ursprung haben.

## Portugal
Mit der Regiáo Demarcada aus der Mitte des 18. Jahrhunderts hatte Portugal als erstes Land eine Form von Ursprungsbezeichnung.
1. Denominação de Origem Controlada: die höchste Klasse, entspricht der AOC in Frankreich.
2. Indicação de Proveniencia Regulamentada: die zweithöchste Klasse, entspricht der französischen VDQS
3. Vinho De Mesa: (Tafelwein), die aus verschiedenen Regionen verschnitten werden.

## Schweiz
Die Weinverordnung teilt die Weine, ausgehend vom Ursprung und vom Zuckergehalt der Trauben, in drei Kategorien ein:
1. Wein mit kontrollierter Ursprungsbezeichnung AOC, zum Beispiel der des Kantons oder einer Gemeinde. Zur Ursprungsbezeichnung wird oft der Name der Rebsorte hinzugefügt.
2. Wein mit Herkunftsbezeichnung oder kantonseigener „traditioneller Bezeichnung“ (Landwein).
3. Wein mit der Bezeichnung Vin Blanc / Weißwein oder Vin Rouge / Rotwein („Tafelwein“).

## Österreich
In Österreich heißt die Rechtsmaterie Weinbaurecht. In Niederösterreich, der Steiermark (und historisch der Krain) spricht man auch von Bergrecht für das Weinbergrecht, also das Recht, Weingärten zu betreiben und Wein anzubauen.
Rechtsquellen:
- Bundesgesetz über den Verkehr mit Wein und Obstwein (Weingesetz 2009), BGBl. I Nr. 111/2009

Die österreichischen Weinkategorien fordern im Allgemeinen höhere Mostgewichte als etwa in Deutschland. Das Mostgewicht wird in Österreich in Grad KMW gemessen.
1. Prädikatswein: Spätlese, Auslese, Beerenauslese, Ausbruch, Trockenbeerenauslese, Eiswein, Strohwein oder Schilfwein. Diese Kategorien dürfen nicht angereichert sein und es darf keine Süßreserve zugesetzt werden.
2. Kabinett: Der Wein darf nicht angereichert sein und muss mindestens 17 Grad KMW aufweisen – höchstens 12,9 Vol.-% Alkohol bzw. 9 g je Liter Restzucker.
3. Qualitätswein: Qualitätswein aus einer einzigen Region; darf angereichert sein. Der Mindestzuckergehalt ist 15 Grad KMW.
4. Landwein: Landwein aus einer bestimmten Weinbauregion. Aus Qualitätsrebsorten mit mindestens 14 Grad KMW, mindestens 8,5 Vol.-% Alkohol.
5. Wein (früher Tafelwein): Einfacher Wein hat mindestens 10,6 Grad KMW.

## Ungarn
Das ungarische Weingesetz ist ähnlich dem der westlichen Nachbarn. Die Weine werden aufgeteilt in:
1. Asztai Bor (Tafelwein)
2. Táj Bor (Landwein)
3. Minöségi Bor (Qualitätswein)

Das Land hat 22 Anbaugebiete und 6 Regionen. Die Qualität wird in °KMW angegeben. Eine kleine Rolle spielen dabei der Ertrag und die Herkunft.

## Tschechien
1995 entstand ein neues Weingesetz. Dieses definiert den Weinbau, die Produktion sowie die verschiedenen Weintypen. Aufgrund des Zuckergehaltes werden die Weine in Tafelweine, Qualitätsweine und Weine mit Prädikatsbezeichnung eingestuft. Die letzteren werden wiederum in Kabinettweine, Spätlese und Auslese eingeteilt.

## Slowakei
1996 wurde ein neues Weingesetz eingeführt, wobei auch andere Gesetzregelungen den Weinbau tangieren. Die Weine werden in Tafelwein, Qualitätswein, Premiumweine (mit Prädikatsbezeichnung) eingestuft. Hauptverantwortlich für die Qualitätskontrolle und für die Förderung des Weinbaus ist das Weinbauinstitut in Bratislava.

## Rumänien
Die Regierung brachte 1971 ein System für die Einteilung von Weinen in fünf Güteklassen auf den Weg.
1. Vin De Masa/Regiune (Tafelwein).
2. Vin De Masa/Regiune Superioar (Tafelwein von höherer Qualität).
3. Vin De Calitate Superioara (Qualitätswein).
4. Vin De Calitate Superioara Cu Denumire De Origine (Ursprungsgarantierter Wein).
5. Vin De Calitate Superioara Cu Denumire De Origine Si Trepte De Calitate.

Die VSOC-Klassifizierung ähnelt der deutschen Güteklasse Qualitätswein mit Prädikat und wird wiederum unterteilt in Vollreifelese, Edelreifelese oder Auslese sowie Edelbeerenlese.

## Bulgarien
1978 hat das bulgarische Parlament ein Weingesetz angenommen, dessen Ziel es war, die Qualität der Weinproduktion anzuheben.
1. Standardqualität ist die niedrigste Klasse und entspricht Tafel- und Landweinen.
2. Vino ot Deklariran Geografski (Ursprungsqualität) ist die nächste Stufe. Es sind Weine mit deklariertem geographischen Ursprung, das heißt, sie stammen von einer Appellation.
3. Vino Kontrolirano Naimenovanie za Proizhod ist die höchste Güteklasse, deren Weine von bestimmten Rebsorten und Weinbergen bestimmter VDG-Gebiete stammen müssen.

## Slowenien
Die Herkunft sowie die Vermarktung von slowenischen Weinen sind einer strengen Ursprungs- und Qualitätskontrolle unterstellt. Sie entspricht ungefähr der im übrigen Europa angewandten.

## Kroatien
Die kroatischen Weingesetze sind weitgehend den europäischen angepasst. Es gibt sowohl Ursprungs – als auch Qualitätsbezeichnungen.

## Griechenland
Schon in der Antike wurden die griechischen Weine mit Ursprungsbezeichnungen versehen. Das moderne Appellationssystem wurde zwischen 1969 und 1971 eingeführt. Als Griechenland 1981 der Europäischen Union beitrat, wurden die Weingesetze denen der übrigen Mitgliedsstaaten angepasst.
Es gibt folgende Qualitätsklassen und Unterklassen:
- O.P.A.P., gehobene Qualitätsweine, entspricht der französischen AOP oder italienischen DOCG.
- O.P.E., eine Bezeichnung für Qualitätsweine, entspricht der italienischen DOC.
- Topikos Oinos entspricht dem Vin de Pays.
- Epitrapezeos Oinos (gr. Επιτραπέζιος οίνος) ist eine Einstufung für einfache Weine.
  - Ein Cava-Wein ist ein Tafelwein mit langer Lagerzeit (2 Jahre für Weißwein, 3 Jahre für Rotwein.)
  - Retsina (griechisch Ρετσίνα, Retsína ist im Griechischen weiblich) ist ein weißer, trockener Wein aus Griechenland, der mit Harz versetzt wird.

## England
Seit der Ernte 1991 läuft ein EU-Projekt zur Einführung eines Quality-Wine-Systems. Damit will man den Ertrag und, wie auch in anderen EU-Ländern, den Überfluss an billigen Weinen begrenzen. Ein großes Problem für viele englische Winzer ist, dass der Qualitätsstatus nur für Weine aus anerkannten Rebsorten gilt. In der Hälfte aller Weinberge wächst aber die nicht anerkannte Sorte Seyval Blanc, eine Hybride. Im laufenden EU-Projekt sind England und Wales in die Southern Counties und die Northern Counties eingeteilt worden. Weine, die allen vorgeschriebenen Regeln entsprechen, dürfen die Aufschrift Wine produced in a specific region, oder die geographische Bezeichnung Southern Counties oder Northern Counties. Ehe dieses Projekt in ein Weingesetz mündet, wird man immer noch viele Tafelweine finden.

## Luxemburg
1935 wurde für die Einstufung der Weine nach Qualität die Marque Nationale eingeführt. Die Klassen sind Tafelwein, Qualitätswein und Qualitätswein mit Prädikat. Die Prädikate sind wie folgt eingestuft: Vin classé, Premier Cru und Grand Premier Cru. Alle Weine außer den Tafelweinen müssen eine Kontrollnummer auf dem Etikett haben.

## Südafrika
Die Bezeichnung Wine of Origin wurde 1973 eingeführt. WO-Weine haben entweder eine Ursprungsgarantie, eine Herkunftsgarantie, eine Rebsortengarantie oder eine Jahrgangsgarantie. Varietal Wines müssen mindestens zu 75 % aus der genannten Rebsorte stammen, die wiederum zu 75 % aus einem Jahrgang vinifiziert wurde. Das WO-Siegel wird durch das Wine & Spirits Board nach verschiedenen Prüfungen erteilt. Ein spezielles WO-Etikett garantiert die bestandene Prüfung. Estate bottled bestätigt die Vinifizierung und die Flaschenabfüllung durch das angegebene Weingut.

## Vereinigte Staaten von Amerika
Die Bundesbehörde Bureau of Alcohol, Tobacco and Firearms (ATF) kontrolliert den Weinanbau. 1978 wurde das Land in Weinanbaugebiete den American Viticultural Areas (AVA) eingeteilt.
Folgende Kriterien liegen zugrunde: Wird auf der Etikette die Herkunftsbezeichnung angegeben, so muss diese Herkunftsregion von der Bundesbehörde anerkannt sein. Eine AVA muss hinsichtlich Klima, Bodenverhältnissen und Geschichte einzigartig sein und eine klare geographische Abgrenzung enthalten. Der Name der Region darf nur angegeben werden, wenn mindestens 85 % des Weines von Trauben aus dieser Region stammen. Varietal Wines: Mindestens 75 % des Weines muss aus der erwähnten Sorte erzeugt worden sein. Wird das Ursprungsgebiet auf der Etikette erwähnt, müssen 100 % der Trauben von dort kommen. Wird eine Weinlage erwähnt, müssen 95 % der Trauben von dort kommen. Wird der Jahrgang angegeben, muss der Wein zu 95 % aus diesem Jahr stammen. Semi Generic Wines und Generic Wines sind meistens so genannte "Jug Wines". Sie tragen oft Phantasienamen wie „Chablis“, „Rhine“ und „Burgundy“ und ihre Produktion ist gesetzlich kaum geregelt. Schaumwein: Trägt der Wein die Bezeichnung „Champagner“ auf der Flasche, so muss eine genaue Erklärung folgen: „méthode champenoise“ oder „fermented in this bottle“ entspricht der Champagner-Methode; „Bottle fermented“ oder „Fermented in the bottle“ entspricht dem Transvasierverfahren; „bulk process“ oder „charmat process“ bedeutet Tankgärung.
Während in Europa alles verboten ist was nicht erlaubt ist, ist in den USA alles erlaubt was nicht verboten ist.

## Chile
Es besteht ein streng geregeltes Kontrollsystem hinsichtlich Produktion und Verbrauch. Die Gesetze in Chile erinnern sehr an das Appelationssystem in Frankreich: Regelung des jährlichen Ertrages und Meldepflicht bei höherer Produktion und Restlagerbeständen.

## Australien
In Australien liegt immer noch kein Weingesetz vor, das dem europäischen ähnlich wäre. Aber es existiert ein Label Integrity Programm, das den Ursprungsort der Rebsorten garantiert. Wird auf dem Etikett eine Rebsorte angegeben, muss der Wein mindestens 85 % von der Sorte enthalten. Wird ein Weingebiet genannt, muss der Wein zu 85 % aus diesem Gebiet kommen. Erscheint auf dem Etikett der Jahrgang, muss der Wein zu 85 % aus diesem Jahr stammen. 2001 wurde der Begriff Geographical Indications eingeführt. Dieser legt Grenzen von Anbauzonen fest. Die GI (Geographical Indication) wird wie folgt unterteilt: Bundesstaaten – größere Regionen (States) – Regionen – Unterregionen.